# Didolodòntids
Els didolodòntids (Didolodontidae) són una família de mamífers extints de l'ordre dels condilartres. Els animals d'aquest grup visqueren a Sud-amèrica durant el Paleocè i l'Eocè. Són parents propers dels mioclènids. És possible que els litopterns evolucionessin dels didolodòntids. En les últimes dècades, s'ha proposat unir els didolodòntids, mioclènids i litopterns en un nou ordre, el dels panameriungulats.
Els didolodòntids eren herbívors d'aspecte similar al de les llebres d'avui en dia, amb una llargada d'uns 60 cm. Els gèneres més coneguts són Lamegoia (Paleocè mitjà del Brasil, Ernestokokenia (Paleocè superior de l'Argentina) i Didolodus (Eocè inferior de l'Argentina).